# Piero Onesti
Piero Onesti (Montesilvano, 21 giugno 1959) è un ex ciclista su strada italiano, professionista dal 1982 al 1986.

## Palmarès
- 1979 (dilettanti)

Coppa Sant'Anna
- 1980 (dilettanti)

Giro Ciclistico del Cigno
Trofeo Alessandro Ferri
- 1981 (dilettanti)

Gran Premio Capodarco

## Piazzamenti

### Grandi Giri
- Giro d'Italia

1982: 82º
1983: 55º
1984: 60º
- Vuelta a España

1983: ritirato
1984: ritirato

### Classiche monumento
- Milano-Sanremo

1984: 59º